# Выбор телевизионных критиков
«Выбор телевизионных критиков» (англ. Critics’ Choice Television Award) — американская премия, созданная и вручаемая Ассоциацией телевизионных журналистов. Премия была учреждена в 2011 году, а первая церемония состоялась 20 июня того же года и транслировалась в прямом эфире на канале VH1. Четвертая церемония награждения впервые в истории премии транслировалась в прямом эфире 19 июня 2014 года на канале The CW. В октябре 2014 года телеканал A&E Network получил эксклюзивные права на трансляцию теле- и кино-версии премии в 2015 и 2016 годах. Финальная церемония прошла в 2015 году, после чего она была объединена с кино-версией премии и вновь стала премией «Выбор критиков».

## История премии
Critics’ Choice Television Award была основана в начале 2011 года как ответвление от наград Ассоциации телевизионных критиков. Церемония продюсируется Бобом Бэйном. По словам президента Ассоциации Телевизионных журналистов, церемония была создана с целью расширения полномочий телевизионных журналистов и как телевизионный эквивалент различным премиям кинокритиков.

## Категории
- Лучший комедийный сериал
- Лучшая мужская роль в комедийном сериале
- Лучшая женская роль в комедийном сериале
- Лучшая мужская роль второго плана в комедийном сериале
- Лучшая женская роль второго плана в комедийном сериале
- Лучший драматический сериал
- Лучшая мужская роль в драматическом сериале
- Лучшая женская роль в драматическом сериале
- Лучшая мужская роль второго плана в драматическом сериале
- Лучшая женская роль второго плана в драматическом сериале
- Лучший фильм или мини-сериал
- Лучшая мужская роль в фильме или мини-сериале
- Лучшая женская роль в фильме или мини-сериале
- Лучшая мужская роль второго плана в фильме или мини-сериале
- Лучшая женская роль второго плана в фильме или мини-сериале
- Лучший мультсериал
- Лучшее ток-шоу
- Лучшее структурное реалити-шоу
- Лучшее неструктурное реалити-шоу
- Лучший ведущий реалити-шоу
- Лучший приглашённый исполнитель в комедийном сериале
- Лучший приглашённый исполнитель в драматическом сериале
- Наиболее ожидаемый сериал